# تاج پادشاهان
تاج پادشاهان (لهستانی: Korona królów) یک مجموعهٔ تلویزیونی لهستانی دربارهٔ زندگی و سلطنت کاژیمیش کبیر، یادویگای لهستان و یوگایوا است که در سال ۲۰۱۸ منتشر شد.

## گزیدهٔ بازیگران
- ویسواف وویچیک
- هالینا وابونارسکا
- ماوگوژاتا بوچکوفسکا
- کارولینا خاپکو
- کارولینا پُرکاری
- آنا گریتسویچ
- میخاو مِـیِر
- زبیگنیف سوشنسکی
- آدام بوبیک
- پشمیسواف استیپا
- گراژینا شاپوووفسکا
- آدام تورچیک
- داگمارا بونک
- کارول پوخچ
- یان ویچورکوفسکی
- مارِک شودیم
- پاوئو توخولسکی
- اِما گیگژنو
- ووجیمیش آدامسکی
- توماش بواشاک
- میخاو وُدارچیک
- پاتریتسیا سلیمان
- دوروتا ناروشویچ
- آگنیشکا واگنر
- وویچیخ چروینسکی
- تومیرا کُوالیک
- یاکوب مازورک
- سواوومیر اوژخوفسکی
- گژگوش کووالچیک
- مارچین روگاتسویچ
- آندژی ماستالِـش
- توماش ساپریک
- آگنیشکا ماندات
- یادویگا گرین
- الکساندرا نیشپیلاک
- ماتئوش موشیه‌ویچ
- میخالینا سوسنا
- لِـشِک زدونی
- ویولتا آرلاک
- یاتسک کوپچینسکی
- یوآنا اوسیدا
- لخ ماتسکیه‌ویچ
- یاتسک کوپچینسکی
- ماریوش درنژک
- آرکادیوش دِتمر
- تادئوش خودتسکی
- ماچئی روباکیویچ
- بوگدان کالوس
- روبرت گونرا
- آندژی دِسکور
- گژگوش وُنس
- رادوسواف پازورا
- الکساندر میکووایچاک
- کارینا سِـوِرین
- کارولینا کومینک
- رناتا برگر
- ووکاش گارلیتسکی
- الکساندرا چِـیِک
- زبیگنیف والریش
- دوروتا خوتتسکا
- مارتا خودوروفسکا
- کارولینا پیخوتا
- مائوریتسی پوپی‌یل
- ناتالیا لِش
- ویتولد ویلینسکی
- تادئوش کفینتا
- یوستینا دوتسکا
- یژی یانچک
- میه‌چیسواف مورانسکی
- سزاری مورافسکی
- ماچئی میکووایچیک
- آرکادیوش یانیچک
- داریوش یاکوبوفسکی
- آرتور جورمان

## آمار کلی
| فصل | عنوان                        | نخستین قسمت فصل | آخرین قسمت فصل | قسمت‌ها  | قسمت‌ها | شبکه تلویزیونی   |
| --- | ---------------------------- | --------------- | -------------- | ------- | ------ | ---------------- |
| ۱   | تاج پادشاهان                 | ۱ ژانویهٔ ۲۰۱۸   | ۲۲ مه ۲۰۱۸     | ۱–۸۴    | ۸۴     | تلویزیا پولسکا ۱ |
| ۲   | تاج پادشاهان                 | ۲۰۱۸            | ۲۰۱۹           | ۸۵–۲۴۵  | ۱۶۱    | تلویزیا پولسکا ۱ |
| ۳   | تاج پادشاهان                 | ۹ سپتامبر ۲۰۱۹  | ۱ مه ۲۰۲۰      | ۲۴۶–۴۰۰ | ۱۵۵    | تلویزیا پولسکا ۱ |
| ۳   | تاج پادشاهان                 | ۳۱ اوت ۲۰۲۰     | ۸ اکتبر ۲۰۲۰   | ۲۴۶–۴۰۰ | ۱۵۵    | تلویزیا پولسکا ۱ |
| ۴   | تاج پادشاهان: دودمان یاگیلون | ۲ ژانویهٔ ۲۰۲۳   | مه ۲۰۲۳        | ۴۰۱–۵۲۵ | ۱۲۵    | تلویزیا پولسکا ۱ |
| ۴   | تاج پادشاهان: دودمان یاگیلون | سپتامبر ۲۰۲۳    | ۲۰۲۳           | ۴۰۱–۵۲۵ | ۱۲۵    | تلویزیا پولسکا ۱ |